# روي هويل
روي هويل (بالإنجليزية: Roy Howell)‏ هو لاعب كرة قاعدة أمريكي، ولد في 18 ديسمبر 1953 في لومبوك في الولايات المتحدة.

## وصلات خارجية
- روي هويل على موقع دوري كرة القاعدة الرئيسي (الإنجليزية)
- روي هويل على موقعبيزبول رفرنس.كوم (الدوري الرئيسي) (الإنجليزية)
- روي هويل على موقعبيزبول رفرنس.كوم (الدوري الثانوي) (الإنجليزية)
- روي هويل على موقع إي إس بي إن.كوم (أم.أل.بي) (الإنجليزية)
- روي هويل على موقع مشجعي الرسوم البيانية (الإنجليزية)